# Walter Hardt
Wilhelm Leopold Walther Hardt (* 22. Januar 1874 in Dinklauen, Kreis Darkehmen; † 10. September 1962) war ein deutscher Politiker (CDU).
Hardt gehörte vom 19. Dezember 1946 bis zum 19. April 1947 dem Landtag von Nordrhein-Westfalen in seiner zweiten Ernennungsperiode an.

## Werke
- Die Lehrerinnenfrage, Lissa i. P. 1905
- Der Lehrermangel nach seinen Ursachen und Wirkungen, Lissa i. P. 1907
- (mit F. A. Friedrich): Deutsches Wörterbuch und Fremdwörterbuch; unter Berücksichtigung der für die deutschen Länder, Österreich und die Schweiz gültigen amtlichen Regeln, Angabe der Silbentrennung und der Interpunktionsregeln, Berlin-Lichterfelde 1928

## Weblink
- Walter Hardt beim Landtag Nordrhein-Westfalen

| Personendaten    | Personendaten                  |
| ---------------- | ------------------------------ |
| NAME             | Hardt, Walter                  |
| ALTERNATIVNAMEN  | Hardt, Wilhelm Leopold Walther |
| KURZBESCHREIBUNG | deutscher Politiker (CDU), MdL |
| GEBURTSDATUM     | 22. Januar 1874                |
| GEBURTSORT       | Dinklauen, Kreis Darkehmen     |
| STERBEDATUM      | 10. September 1962             |